# Скоу, Йенс
Йенс Кристиан Скоу (дат. Jens Christian Skou; 8 октября 1918, Лемвиг, Дания — 28 мая 2018, Орхус, Дания) — датский химик, лауреат Нобелевской премии по химии.

## Биография и научная работа
Скоу родился в 1918 году в старинном датском городке Лемвиг в богатой семье лесо- и углепромышленника. Он закончил Копенгагенский университет в 1944 году и там же защитил диссертацию в 1954 году. С 1947 года Скоу работал в Университете Орхуса.
В начале 1950-х годов Скоу изучал механизм действия анестетиков. Он обнаружил, что действие анестетика связано с его способностью растворяться в липидном слое клеточной мембраны и перекрывать натриевые каналы. Скоу предположил, что канал является белковой молекулой и его блокировка в нейронах приводит к тому, что нервные клетки теряют способность возбуждаться, что приводит к анестезии. Скоу также пытался выделить АТФазу из нерва краба, но у него ничего не получилось, и он длительное время продолжал другие исследования анестезии, не осознав огромную потенциальную важность этого открытия. В 1958 году на конференции в Вене в разговоре с другим исследователем, Робертом Постом, Скоу узнал о находке кардиотоксического гликозида уабаина, ингибитора натрий-калиевого насоса. Используя уабаин, Скоу быстро доказал связь между ферментом АТФазой и ионным каналом.
С 1988 года — на пенсии. В 1997 году Скоу получил Нобелевскую премию по химии за открытие Na+-K+-АТФазы.